# العلاقات الأنغولية الكوستاريكية
العلاقات الأنغولية الكوستاريكية هي العلاقات الثنائية التي تجمع بين أنغولا وكوستاريكا.

## مقارنة بين البلدين
هذه مقارنة عامة ومرجعية للدولتين:
| وجه المقارنة                                              | أنغولا           | كوستاريكا                                 |
| --------------------------------------------------------- | ---------------- | ----------------------------------------- |
| المساحة (كم2)                                             | 1.25 مليون       | 51.10 ألف                                 |
| عدد السكان (نسمة)                                         | 29.78 مليون      | 4.91 مليون                                |
| الكثافة السكانية (ن./كم²)                                 | 23.82            | 96.09                                     |
| العاصمة                                                   | لواندا           | سان خوسيه                                 |
| اللغة الرسمية                                             | اللغة البرتغالية | اللغة الإسبانية                           |
| العملة                                                    | كوانزا أنغولي    | كولون كوستاريكي                           |
| الناتج المحلي الإجمالي (بليون دولار)                      | 124.21 مليار     | 57.06 مليار                               |
| الناتج المحلي الإجمالي (تعادل القوة الشرائية) بليون دولار | 184.83 مليار     | 74.98 مليار                               |
| الناتج المحلي الإجمالي الاسمي للفرد دولار أمريكي          | 4.10 ألف         | 11.26 ألف                                 |
| الناتج المحلي الإجمالي للفرد دولار أمريكي                 |                  | 14.92 ألف                                 |
| مؤشر التنمية البشرية                                      | 0.533            | 0.766                                     |
| رمز المكالمات الدولي                                      | +244             | +506                                      |
| رمز الإنترنت                                              | .ao              | .cr، قائمة نطاقات المستوى الأعلى للإنترنت |
| المنطقة الزمنية                                           | ت ع م+01:00      | 00                                        |

## منظمات دولية مشتركة
يشترك البلدان في عضوية مجموعة من المنظمات الدولية، منها:
| علم المنظمة | اسم المنظمة                        | تاريخ انضمام أنغولا | تاريخ انضمام كوستاريكا |
| ----------- | ---------------------------------- | ------------------- | ---------------------- |
|             | منظمة الشرطة الجنائية الدولية      | ?                   | ?                      |
|             | منظمة التجارة العالمية             | ?                   | ?                      |
|             | منظمة حظر الأسلحة الكيميائية       | ?                   | ?                      |
|             | مؤسسة التمويل الدولية              | 19 سبتمبر 1989      | 20 يوليو 1956          |
|             | يونسكو                             | 11 مارس 1977        | 19 مايو 1950           |
|             | البنك الدولي للإنشاء والتعمير      | 19 سبتمبر 1989      | 8 يناير 1946           |
|             | مؤسسة التنمية الدولية              | 19 سبتمبر 1989      | 30 يونيو 1961          |
|             | الأمم المتحدة                      | 1 ديسمبر 1976       | 2 نوفمبر 1945          |
|             | وكالة ضمان الاستثمار متعدد الأطراف | 19 سبتمبر 1989      | 8 فبراير 1994          |
|             | الاتحاد الدولي للاتصالات           | 13 أكتوبر 1976      | 13 سبتمبر 1932         |
|             | الاتحاد البريدي العالمي            | ?                   | ?                      |

## وصلات خارجية
- موقع وزارة الخارجية الأنغولية
- موقع وزارة الخارجية الكوستاريكية